# Delta del riu Vermell

Localització del delta del riu Vermell al Vietnam

El delta del riu Vermell (en vietnamita Đồng bằng sông Hồng o Châu thổ sông Hồng) és una planura de terres baixes formada pel riu Vermell i els seus tributaris, fusionats amb el riu Thái Binh, que es troba al nord del Vietnam. Aquest delta disposa de la superfície més petita però la densitat de població més alta de totes les regions del país. Amb una àrea d'uns 15.000 quilòmetres quadrats, està molt ben protegit per una xarxa de dics. Es tracta d'una regió molt poblada i molt rica pel que fa a l'agricultura. La major part de la terra està dedicada al conreu de l'arròs.
El delta està dividit entre vuit províncies i dos municipis, la capital Hanoi i la ciutat portuària de Haiphong. La seva població és de gairebé 19 milions de persones. A més, es tracta de l'origen del poble vietnamita. La festa del Múa rối nước es va originar en els camps d'arròs d'aquesta regió.
Aquesta regió va ser durament bombardejada pels Estats Units en el marc de la Guerra del Vietnam.
La regió va ser designada Reserva de la Biosfera del Delta del riu Vermell en el marc del Programa sobre l'Home i la Biosfera de la UNESCO l'any 2004.

## Províncies
| Divisió territorial | Capital             | Població (2011) | Àrea (km²)   | Densitat població (/km²) |
| ------------------- | ------------------- | --------------- | ------------ | ------------------------ |
| Bắc Ninh            | Bắc Ninh            | 1,060,300       | 823.1 km²    | 1,289                    |
| Hà Nam              | Phủ Lý              | 786,900         | 859.7 km²    | 914                      |
| Hải Dương           | Hải Dương           | 1,718,900       | 1,652.8 km²  | 1,038                    |
| Hưng Yên            | Hưng Yên            | 1,150,400       | 923.5 km²    | 1,242                    |
| Nam Định            | Nam Định            | 1,833,500       | 1,650.8 km²  | 1,110                    |
| Ninh Bình           | Ninh Bình           | 906,900         | 1,392.4 km²  | 652                      |
| Thái Bình           | Thái Bình           | 1,786,000       | 1,546.5 km²  | 1,138                    |
| Vĩnh Phúc           | Vĩnh Yên            | 1,014,600       | 1,373.2 km²  | 821                      |
| Hanoi (municipi)    | Hanoi (municipi)    | 6,699,600       | 3328.9 km²   | 2,013                    |
| Haiphong (municipi) | Haiphong (municipi) | 1,878,500       | 1,520.7 km²  | 1,233                    |
| Total               | Total               | 18,835,600      | 14,965.7 km² | 1,258                    |

- En certes ocasions també s'ha inclòs la província de Quảng Ninh com a part del delta del riu Vermell. En cas contrari, formaria part de la regió del nord-est.
- La província de Hà Tây va fusionar-se amb Hanoi el 2008.[4]

## Geografia
El delta s'expandeix per una àrea d'uns 150 km d'amplada, i se situa a la zona costanera occidental del golf de Tonkin. El riu Vermell és el segon riu més ample del Vietnam i un dels cinc rius més amples que desemboquen a la costa de l'Àsia oriental. La seva conca cobreix parts de la Xina, a més del Vietnam, i la seva aigua i els seus sediments influeixen en gran manera en el sistema hidrològic del gol de Tonkin.

## Economia del delta
Com a conseqüència de la riquesa en recursos naturals i les condicions naturals favorables, el delta s'ha convertit en una àrea de desenvolupament econòmic molt activa i amb una alta densitat de població. El 2003, dels prop de 78 milions d'habitants del país, gairebé una tercera part (24 milions) vivien a la conca del riu Vermell, inclosos els prop de 17 milions de persones que vivien al mateix delta. A més, també s'hi troben molts espais industrialitzats, concentrats especialment a Việt Trì, Hanoi, Haiphong i Nam Định.